# Capella de Sant Romà de Pinell
La capella de Sant Romà és la capella de Pinell de Solsonès (Solsonès) inclosa a l'Inventari del Patrimoni Arquitectònic de Catalunya. Pertany a la masia de Sant Romà al municipi, situada a 508 metres d'altura.

## Descripció

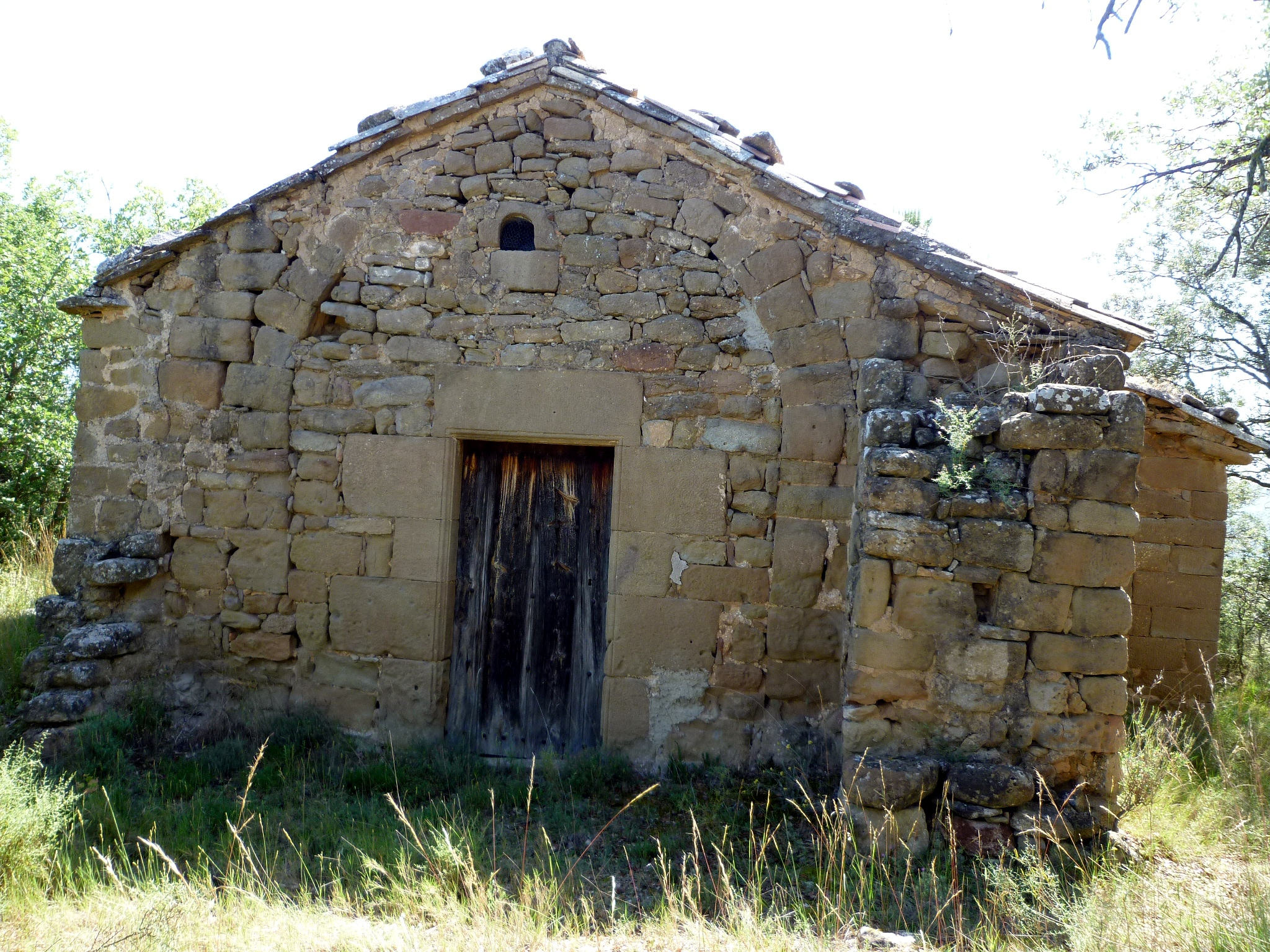
Frontis

Església romànica d'una nau i tres absis rodons. La nau està coberta amb volta de canó amb arcs torals. Té un arc presbiteral de mig punt davant l'absis central. La nau ha estat tallada a nivell del primer arc toral on s'ha aixecat el frontis. L'actual porta d'entrada té la llinda i els brancals de grans carreus de pedra; per sobre hi ha una petita obertura d'arc de mig punt. No hi ha més finestres a l'edifici.
El parament és de pedres irregulars unides amb morter.

## Història
El primer document on apareix menciona aquesta església data del 1003; correspon a un document de venda d'un alou que limita amb Sant Romà. Dos documents posteriors, del 1026 i el 1032, també la mencionen en referència a vendes realitzades.